# Corynebacterium
Corynebacterium (do grego koryne, bastão) é um gênero de bactérias bacilares pequenas e gram-positivas da família Corynebacteriaceae. Geralmente imóveis, podem ser aeróbicas ou anaeróbicas facultativas, são quimiorganotróficas, não esporulantes e pleomórficas. Podem ser encontrado no solo e água ou infectar plantas e animais, inclusive humanos. Fermentam hidratos de carbono em ácido láctico e possuem catalase.

## Cultivo
São organismos exigentes, crescendo lentamente mesmo em meios enriquecidos. Pode-se cultivar em Ágar sangue de ovelha, mais um meio seletivo como agar sangue Cystine-Tellurite ou agar Tinsdale a 37oC e enriquecidos com 5% de CO2. Demoram de 18h a 24h para ficarem prontos.

## Patologias
A espécie Corynebacterium diphtheriae causa difteria quando infectado por um fago Beta. Também pode causar meningite, artrite séptica e Infecções do trato urinário, geralmente em ambientes hospitalares.
Outras corinebactérias também causam doenças crônicas e subclínicas em animais domésticos e pode levar a significativas perdas econômicas para os agricultores. Exemplos de infecções generalizadas e de difícil controle incluem Corynebacterium pseudotuberculosis que causa linfadenite caseosa em ovinos, caprinos e alpacas e causa dermatite ulcerativa em bovinos. Corynebacterium renale, Corynebacterium cystidis, Corynebacterium pilosum, e Corynebacterium bovis causam infecções do trato urinário e mastite (reduzindo a produção de leite) em bovinos.

## Espécies
- Corynebacterium diphtheriae
- Corynebacterium pseudodiphteriticum
- Corynebacterium amycolatum
- Corynebacterium minutissimum
- Corynebacterium striatum
- Corynebacterium pseudotuberculosis
- Corynebacterium xerosis
- Corynebacterium urealyticum
- Corynebacterium jeikeium